# Southwestern Athletic Conference

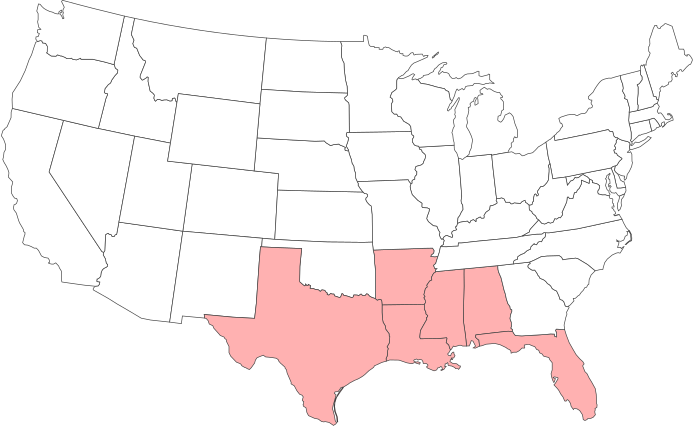
Ausdehnung der Southwestern Athletic Conference

Die Southwestern Athletic Conference (SWAC) ist eine aus zwölf Universitäten bestehende Liga für diverse Sportarten, die in der NCAA Division I spielen. Im College Football spielen die Teams in der Football Championship Subdivision (FCS) (ehemals Division I-AA). Alle 12 Mitglieder sind historisch afroamerikanische Colleges und Hochschulen.
Die Liga wurde 1983 gegründet. Die Mitglieder befinden sich im Südosten der Vereinigten Staaten. Der Hauptsitz befindet sich in Birmingham im Bundesstaat Alabama.

## Mitglieder
| Universität                          | Ort                    | gegründet | Trägerschaft | Studenten | Beigetreten |
| ------------------------------------ | ---------------------- | --------- | ------------ | --------- | ----------- |
| Alabama A&M University               | Normal, Alabama        | 1875      | staatlich    | 6.000     | 1999        |
| Alabama State University             | Montgomery, Alabama    | 1867      | staatlich    | 7.100     | 1992        |
| Alcorn State University              | Lorman, Mississippi    | 1871      | staatlich    | 2.700     | 1962        |
| University of Arkansas at Pine Bluff | Pine Bluff, Arkansas   | 1873      | staatlich    | 3.300     | 1936 1997   |
| Bethune–Cookman University           | Daytona Beach, Florida | 1904      | privat       | 2.901     | 2021        |
| Florida A&M University               | Tallahassee, Florida   | 1887      | staatlich    | 9.626     | 2021        |
| Grambling State University           | Grambling, Louisiana   | 1901      | staatlich    | 4.400     | 1958        |
| Jackson State University             | Jackson, Mississippi   | 1877      | staatlich    | 8.500     | 1958        |
| Mississippi Valley State University  | Itta Bena, Mississippi | 1950      | staatlich    | 2.700     | 1968        |
| Prairie View A&M University          | Prairie View, Texas    | 1876      | staatlich    | 8.100     | 1920        |
| Southern University                  | Baton Rouge, Louisiana | 1880      | staatlich    | 10.300    | 1935        |
| Texas Southern University            | Houston, Texas         | 1947      | staatlich    | 11.400    | 1954        |

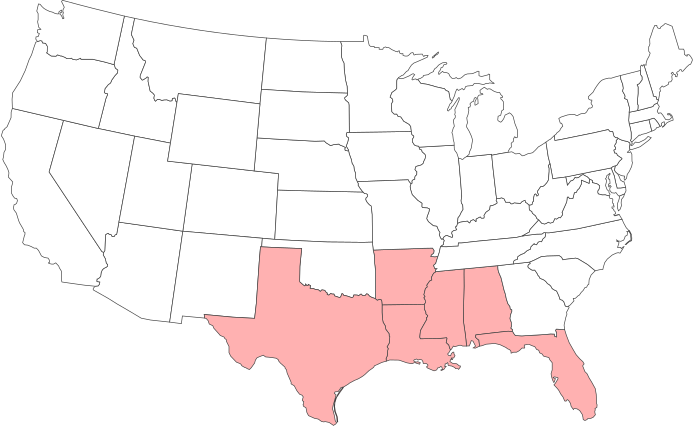
Lage der Vollmitglieder

- Arkansas–Pine Bluff trat ursprünglich 1936 der SWAC bei, als es noch als Arkansas AM&N (Arkansas Agricultural, Mechanical and Normal University) bekannt war. Nachdem sie 1972 ihren heutigen Namen angenommen hatte, trat sie 1997 wieder der SWAC bei.

## Spielstätten der Conference

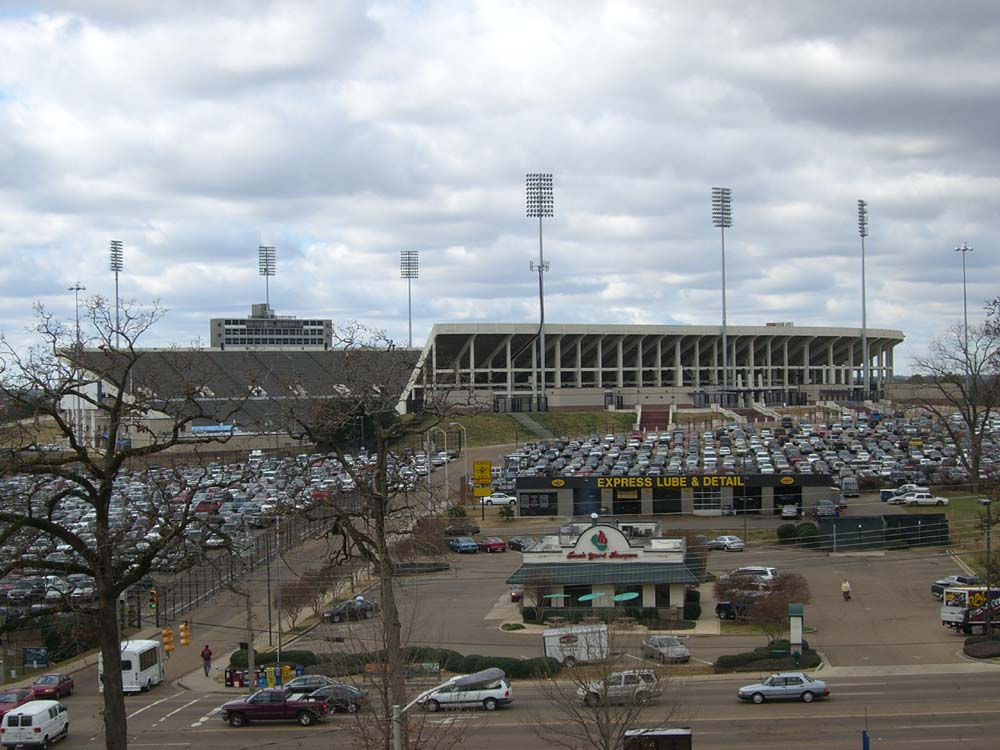
Mississippi Veterans Memorial Stadium

| Universität              | Footballstadion                                      | Kapazität     | Basketballstadion                   | Kapazität |
| ------------------------ | ---------------------------------------------------- | ------------- | ----------------------------------- | --------- |
| Alabama A&M              | Louis Crews Stadium                                  | 21.000        | Alabama A&M Event Center            | 6.000     |
| Alabama State            | ASU Stadium                                          | 26.500        | ASU Acadome                         | 8.000     |
| Alcorn State             | Jack Spinks Stadium                                  | 22.500        | Davey Whitney Complex               | 7.000     |
| Arkansas–Pine Bluff      | Lion Stadium                                         | 12.500        | K.L. Johnson Complex                | 4.500     |
| Bethune–Cookman          | Daytona Stadium                                      | 10.000        | Moore Gymnasium                     | 3.000     |
| Florida A&M              | Bragg Memorial Stadium                               | 25.500        | Al Lawson Teaching Gym              | 9.639     |
| Grambling State          | Eddie Robinson Stadium                               | 20.600        | Frederick C. Hobdy Arena            | 7.500     |
| Jackson State            | Mississippi Veterans Memorial Stadium                | 62.000        | Williams Assembly Center            | 8.000     |
| Mississippi Valley State | Rice-Totten Field                                    | 10.000        | Harrison HPER Complex               | 5.000     |
| Prairie View A&M         | Panther Stadium at Blackshear Field                  | 15.000        | William Nicks Building              | 5.520     |
| Southern                 | Ace W. Mumford Stadium                               | 29.000        | F.G. Clark Center                   | 7.500     |
| Texas Southern           | PNC Stadium (hauptsächlich) NRG Stadium (vereinzelt) | 22.000 68.000 | Health and Physical Education Arena | 8.100     |